# سیارک ۹۳۹۹
سیارک ۹۳۹۹ (به انگلیسی: 9399 Pesch، نامگذاری:1994ST12) نه هزار و سیصد و نود و نهمین سیارک کشف شده‌است که در ۲۹ سپتامبر ۱۹۹۴ کشف شد.
قدر مطلق سیارک برابر ۱۳٫۹۰ است.